# Anni 230
Gli anni 230 sono il decennio che comprende gli anni dal 230 al 239 inclusi.

## Eventi, invenzioni e scoperte
Presunto regno dell'usurpatore romano Tito

## Personaggi
Nel 235 muore l’imperatore romano Alessandro Severo in una spedizione militare in Oriente